# Нава (приток Супры)
Нава — река в России, протекает по Советскому району Ханты-Мансийского АО. Устье реки находится в 110 км по левому берегу реки Супра. Длина реки составляет 14 км.

## Притоки
- В 14 км от устья, по правому берегу реки впадает река Малая Нава.
- В 14 км от устья, по левому берегу реки впадает река Большая Нава

## Данные водного реестра
По данным государственного водного реестра России относится к Иртышскому бассейновому округу, водохозяйственный участок реки — Конда, речной подбассейн реки — Конда. Речной бассейн реки — Иртыш.
Код объекта в государственном водном реестре — 14010600112115300016320.